# Miklós Jancsó

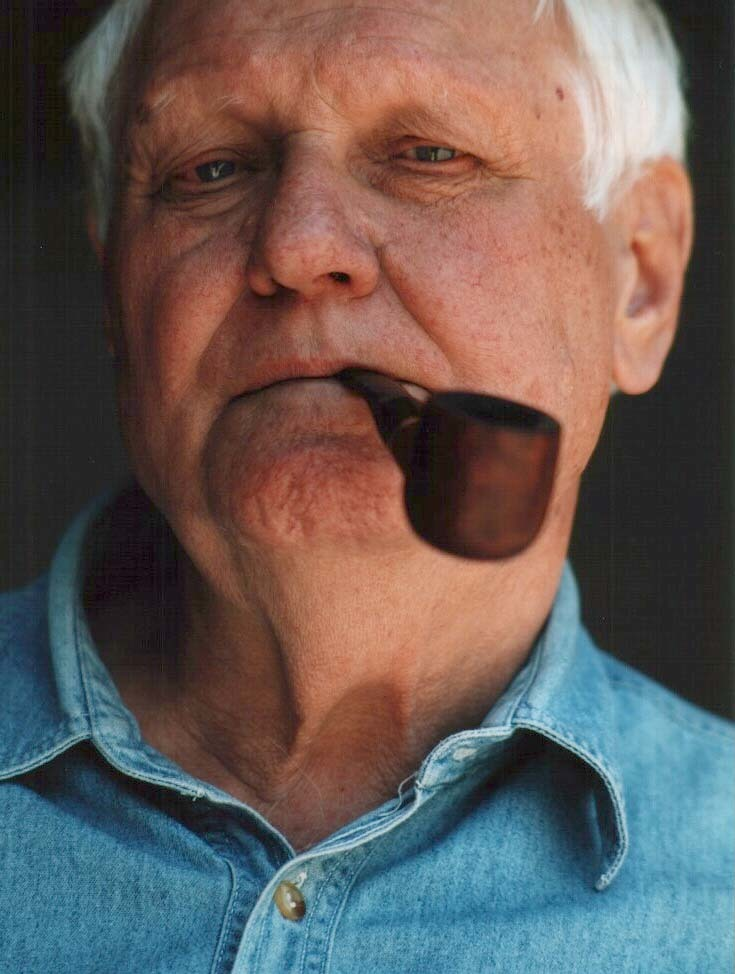
Miklós Jancsó (2000)

Miklós Jancsó [ˈmikloːʃ ˈjɒnʧoː] (* 27. September 1921 in Vác, Ungarn; † 31. Januar 2014 in Budapest) war ein ungarischer Filmregisseur und Drehbuchautor. Er zählte zu den wichtigsten Filmregisseuren des Landes, ist aber international weniger bekannt als István Szabó. Viele Drehbücher seiner Filme entstanden in Zusammenarbeit mit dem Freund und Schriftsteller Gyula Hernádi.

## Leben
Jancsó studierte zunächst Rechtswissenschaften in Pécs und Kolozsvár, wo er auch 1944 graduierte. 1946 bis 1950 absolvierte er die Hochschule für Schauspiel und Film in Budapest. Nachdem er in den 1950er-Jahren Kurzfilme für die Wochenschau gedreht hatte, wandte er sich dem abendfüllenden Spielfilm zu. 
Jancsó war dreimal verheiratet. Aus der ersten Ehe mit Katalin Wowesznyi gingen zwei Kinder hervor, darunter der Kameramann Nyika Jancsó (Miklós Jancsó junior). In zweiter Ehe war er mit der Filmregisseurin Márta Mészáros verheiratet, deren Sohn aus erster Ehe er adoptierte. Von 1981 bis 2014 war er mit der Filmeditorin Zsuzsa Csákány verheiratet. Ihr gemeinsamer Sohn ist der Filmeditor Dávid Jancsó.

## Filme
International bekannt wurde Jancsó in den 1960er-Jahren als Repräsentant der ungarischen „Neuen Welle“ (mit Kollegen wie István Szabó und Károly Makk). Das Hauptelement seines kinematografischen Stils bildete die Plansequenz, in der er Landschaften, insbesondere die Puszta filmte. Weitere Merkmale seines unverwechselbaren Stils sind Menschenmassen, Pferde und dekorativ ausgezogene Frauen. Thematische drehen sich seine Filme um die Unterdrückung des ohnmächtigen Menschen, dessen Versuche, sich in einer Revolution aus seiner Lage zu befreien, scheitern. Jancsó war ein überzeugter Kommunist, aber aufgrund seiner Erfahrung mit dem stalinistisch regierten Ungarn verfolgte er das Ideal eines menschenfreundlichen Sozialismus. Seine bekanntesten Filme sind Die Hoffnungslosen (1965), Sterne an den Mützen (1967), Stille und Schrei (1968) und Roter Psalm (1972). Für letzteren wurde ihm der Preis für die Beste Regie in Cannes zugesprochen. Ein Jahr später erhielt er in Frankreich den Étoile de Cristal für sein Gesamtwerk. In Ungarn wurde er 1973 und 2006 mit dem Kossuth-díj ausgezeichnet. Jancsó hat über achtzig Filme realisiert. Auf die interessierte internationale Rezeption bis Mitte der 1970er-Jahre folgte ein fast völliges Desinteresse. Mehrfach arbeitete er mit dem Filmeditor Zoltán Farkas zusammen.

## Filmografie (Auswahl)
- 1958: A harangok Rómába mentek
- 1963: Cantata Profana (Oldás és kötés)
- 1964: So kam ich (Így jöttem)
- 1965: Die Hoffnungslosen (Szegénylegények)
- 1967: Sterne an den Mützen (Csillagosok, katonák)
- 1968: Stille und Schrei (Csend és kiáltás)
- 1968: Schimmernde Winde (Fényes szelek)
- 1969: Schirokko (Téli sirokkó)
- 1970: La pacifista
- 1971: Agnus dei (Égi bárány)
- 1971: La tecnica e il rito (Fernsehfilm)
- 1972: Roter Psalm (Még kér a nép)
- 1973: Roma rivuole Cesare (Fernsehfilm)
- 1974: Meine Liebe – Elektra (Szerelmem, Elektra)
- 1976: Die große Orgie (Vizi privati, pubbliche virtù)
- 1979: Ungarische Rhapsodie (Magyar rapszódia)
- 1979: Allegro Barbaro (Allegro Barbaro)
- 1981: Das Herz des Tyrannen (A zsarnok szíve, avagy Boccaccio Magyarországon)
- 1984: Omega, Omega (Fernsehdokumentarfilm)
- 1984: Faustus doktor boldogságos pokoljárása (Fernseh-Neunteiler)
- 1985: Muszika (Fernsehdokumentarfilm)
- 1985: Das Morgengrauen (L’aube)
- 1986: Jahreszeit der Monster (Szörnyek évadja)
- 1989: Jézus Krisztus horoszkópja
- 1991: Isten hátrafelé megy
- 1992: Donauwalzer (Kék Duna keringő)
- 1999: Die Laterne des Herrn in Budapest (Nekem lámpást adott kezembe az Úr Pesten)
- 2000: Anyád! A szúnyogok
- 2001: Das letzte Abendmahl beim Arabischen Grauschimmel (Utolsó vacsora az Arabs Szürkénél)
- 2002: Kelj fel, komám, ne aludjál
- 2004: A mohácsi vész
- 2006: Ede megevé ebédem
- 2009: Oda az igazság (Kurzfilm)